# The Best of Tommy Flanagan
The Best of Tommy Flanagan – album muzyczny amerykańskiego pianisty jazzowego Tommy’ego Flanagana. 
LP wydany w 1980 r. przez wytwórnię Pablo, zawierający nagrania wydane wcześniej na innych płytach.
Na album składają się nagrania dokonane podczas dwóch różnych sesji: na pierwszej stronie LP znajdują się nagrania zarejestrowane 15 lutego 1975 w Tokio (całość wydana na płycie The Tokyo Recital), na drugiej stronie jest materiał muzyczny nagrany 13 lipca 1977 w Montreux w Szwajcarii, a znany z płyty Montreux ’77). W 1991 nagrania zostały cyfrowo zremasteryzowane przez Joe Tarantino w studiach  Fantasy Studios, Berkeley (Kalifornia) i 29 maja 1991 wydane na CD.

## Muzycy
- Tommy Flanagan – fortepian
- Keter Betts – kontrabas
- Bobby Durham – perkusja

## Lista utworów
Strona A
| 1. | „All Day Long” (Billy Strayhorn)                       | 5:12  |
|    |                                                        |       |
| 2. | „U.M.M.G. (Upper Manhattan Medical Group)” (Strayhorn) | 4:42  |
|    |                                                        |       |
| 3. | „The Intimacy Of The Blues” (Billy Strayhorn)          | 6:10  |
|    |                                                        |       |
| 4. | „Mainstem” (Duke Ellington)                            | 6:55  |
|    |                                                        |       |
|    |                                                        | 22:59 |
|    |                                                        |       |
Strona B
| 5. | Medley: | 6:58  |
|    | - „Star Crossed Lovers” (Duke Ellington, Billy Strayhorn) - „Jump For Joy” (Duke Ellington, Sid Kuller, Paul Francis Webster) |       |
| 6. | „Woody'n You” (Dizzy Gillespie)                                                                                               | 5:41  |
|    | |       |
| 7. | „Blue Bossa” (Kenny Dorham)                                                                                                   | 8:08  |
|    | |       |
|    | | 20:47 |
|    | |       |

## Informacje uzupełniające
- Produkcja – Norman Granz
- Zdjęcia – Phil Stern
- Projekt okładki – Norman Granz, Sheldon Marks